# Chimène

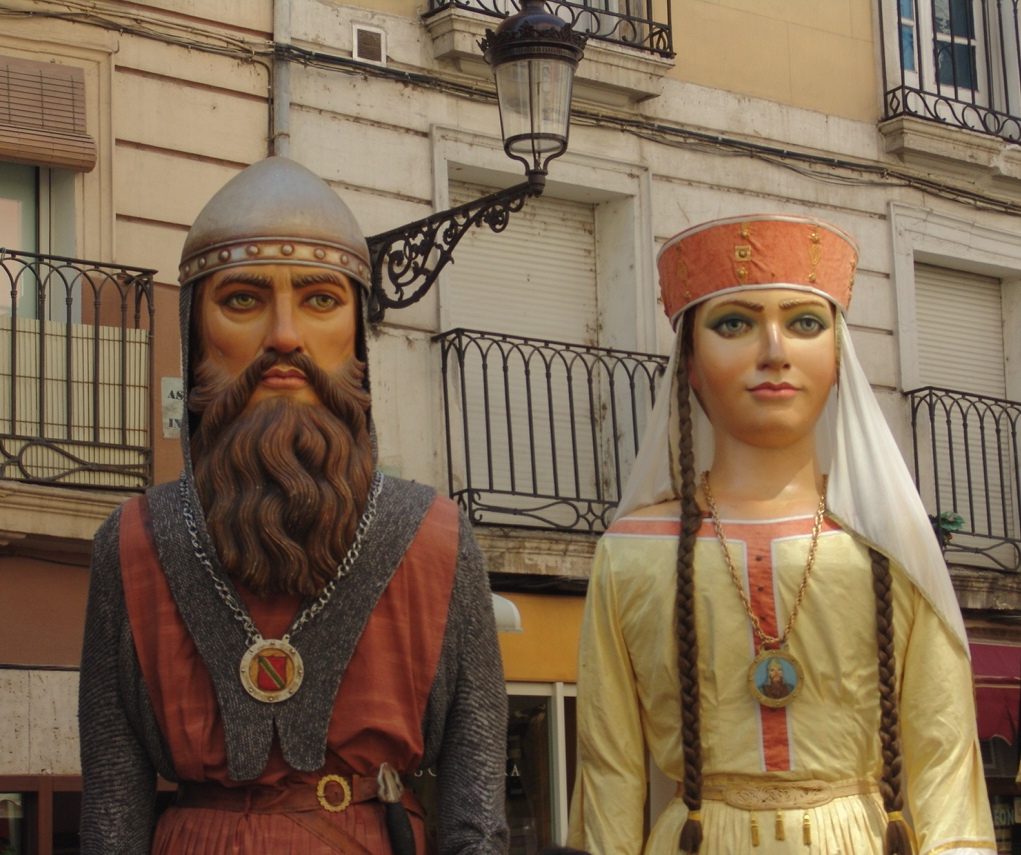
Représentations du Cid et de Chimène durant les fêtes de Burgos.

Chimène Diaz ou Ximene (vers 1046 - vers 1116), connue en espagnol comme Doña Jimena épouse du Cid, était la fille du comte Lozano de Gormaz, issu des rois de Léon. 

## Biographie
Après avoir repoussé les Almoravides de Youssef Ibn Tachfin en 1093, le Cid devient roi de Valence et Chimène siège à ses côtés. Son époux meurt le 10 juillet 1099, et Chimène, désormais belle-mère du comte Raimond-Bérenger III de Barcelone, époux de leur fille María et farouche ennemi du Cid, gouverne alors tranquillement le royaume valencian. Les Almoravides reviennent cependant en 1102. Malgré tous ses efforts (la légende veut qu'elle ait placé le corps de son mari défunt sur son cheval Bavieca, et lui aurait mis son épée Tizona dans la main, ce qui est impossible, le Cid étant déjà mort depuis trois ans au retour des Berbères), elle ne peut défendre bien longtemps la ville qui tombe sous la coupe des Berbères et de Youssef Ibn Tachfin. Les Almoravides reprennent Valence le 5 mai 1102.
Par sa fille Cristina, Chimène est la grand-mère du roi García V de Navarre dit le Restaurateur (règne 1134-1150) et l'ancêtre des rois de Navarre qui ont succédé à celui-ci. De fait, le Cid et Chimène sont les ascendants par les femmes de tous les rois de France et de Navarre qui n'ont pas régné de jure uxoris, les plus notables étant Henri IV et ses descendants.

## Postérité

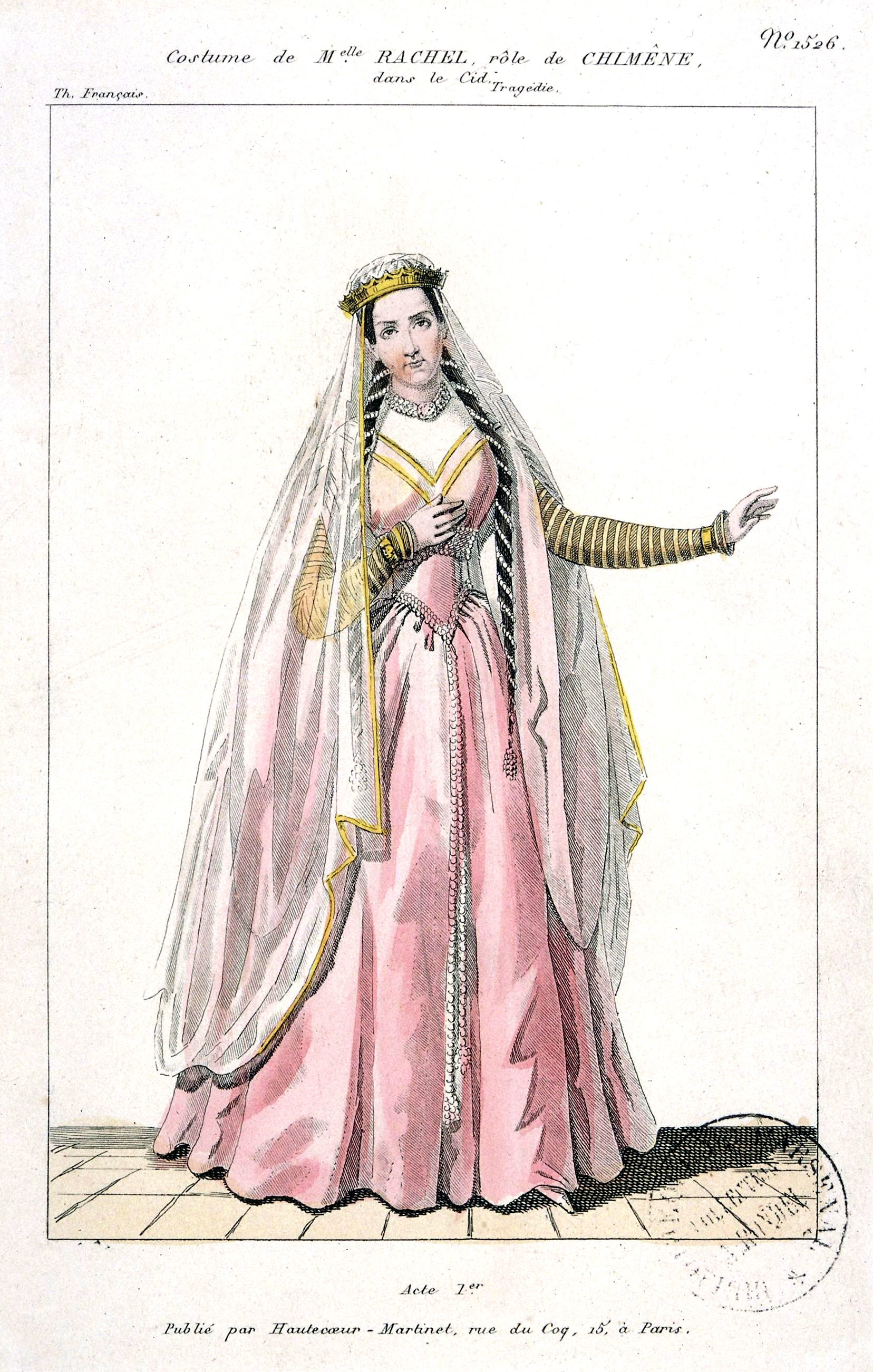
Rachel dans le rôle de Chimène.

Si le rôle que lui prête Corneille dans Le Cid est imaginaire, son prénom est toujours utilisé dans l'expression « Avoir les yeux de Chimène », laquelle signifiant qu'un individu éprouve un fort intérêt pour quelque chose ou pour quelqu’un d'autre. Lors des premières représentations, au début de 1637, malgré le triomphe du public, la pièce est vite critiquée par des auteurs rivaux. Plus tard, Nicolas Boileau, grand admirateur de la pièce, est un des premiers à lancer ainsi la célèbre expression en écrivant dans ses célèbres Satires,:
« En vain contre le Cid un ministre se ligue,

Tout Paris pour Chimène a les yeux de Rodrigue. »